# Saterland
Saterland è un comune di 14 079 abitanti, della Bassa Sassonia, in Germania.
Appartiene al circondario (Landkreis) di Cloppenburg (targa CLP).
Saterland è la sola area della Bassa Sassonia dove il dialetto orientale della lingua frisone è parlato.
Si trova a circa 35 km a ovest della città di Oldenburg, a est del confine olandese.